# Hans Lentz (Politiker)
Hans Lentz (* 24. Mai 1868 in Friedland (Mecklenburg); † 3. Juni 1932 ebenda) war ein deutscher Zimmerermeister und Politiker.

## Leben
Lentz war gelernter Zimmermann, Zimmerermeister und betrieb ein Hobelwerk mit Dampfsäge in Friedland. 1918 wurde er für die DDP Abgeordneter der Verfassunggebenden Versammlung von Mecklenburg-Strelitz.